# 颶風·莉莉，波士頓·瑪麗
〈颶風．莉莉，波士頓．瑪莉〉（日语：「ハリケーン・リリ、ボストン・マリ」）是日本的音樂團體AAA的第7张单曲。2006年5月31日由avex trax发售。

## 概要
- 〈颶風．莉莉，波士頓．瑪莉〉是朝日電視台電視劇「7人女律師」的主題曲[2]。
- 此單曲有2個版本，分別有「CD+DVD」和「CD ONLY」，收錄了〈颶風．莉莉，波士頓．瑪莉〉的音樂影片。音樂影片以AAA成員漂流至無人島為背景[3]。
- 此單曲首次收錄B-side歌曲，有別於前作。而此作收錄了出道單曲〈BLOOD on FIRE〉的「BLOOD on FIRE (LIVE ver.)」
- 在6月12日於公信榜單曲週排行榜取得第10位。
- 在「第39回BEST HIT歌謠祭」中，憑著此單曲〈颶風．莉莉，波士頓．瑪莉〉獲得「金藝人獎」。
- 在2016年年末於第67回NHK紅白歌合戰演唱其歌曲。

## 收錄内容

### CD+DVD
CD
1. 颶風．莉莉，波士頓．瑪莉
（作詞・作曲：真島昌利　編曲：家原正樹）
2. BLOOD on FIRE (LIVE ver.)
3. 颶風．莉莉，波士頓．瑪莉 (Instrumental)

DVD
1. 颶風．莉莉，波士頓．瑪莉 (Music Clip)

### CD ONLY
1. 颶風．莉莉，波士頓．瑪莉
2. BLOOD on FIRE (LIVE ver.)
3. 颶風．莉莉，波士頓．瑪莉 (Instrumental)